# Un soir après la guerre

Un soir après la guerre est un film cambodgien réalisé par Rithy Panh, sorti en 1998.

## Synopsis
Après la fin du régime des Khmers rouges, donc après janvier 1979, les Cambodgiens luttent pour retrouver une vie normale dans un monde rapidement livré à une économie de marché débridée. Parmi eux, Savannah, un militaire démobilisé vit à Phnom Penh chez son oncle Sôn, l’unique membre de sa famille rescapé du régime khmer rouge et doit participer à des combats de pradal serey, un sport de combat cambodgien apparenté à la boxe pour survivre. Il s’éprend de Srey Poeuv, une hôtesse de bar de 19 ans qui est forcée de travailler pour rembourser des dettes contractées envers le propriétaire du dancing. Savannah veut aider Srey à rembourser sa créance et s’allie à Phâl, un autre ancien soldat pour organiser un braquage.

## Fiche technique
- Titres : 
  - Eräänä iltana sodan jälkeen 
  - Un soir après la guerre 
  - រាត្រីមួយក្រោយសង្គ្រាម (RIHRTREY MOUI KRAOY SANGKRIHRM) 
  - Eine Liebe nach dem Krieg 
  - En kväll efter kriget 
  - One Evening After the War
- Réalisation : Rithy Panh
- Scénario : Rithy Panh et Ève Deboise
- Directeur de la photographie : Christophe Pollock
- Ingénieur du son : Éric Vaucher
- Pays d'origine : Cambodge
- Format : Couleurs - 1,66:1 - Dolby
- Genre : Drame, guerre
- Durée : 108 minutes
- Date de sortie : 1998

## Distribution
- Chea Lyda Chan : Srey Poeuv
- Ratha Keo : Maly
- Sra N'Gath Kheav : le muet
- Peng Phan : mère de Srey Poeuv
- Narith Roeun : Savannah
- Mol Sovannak : Phâl

## Récompense
En 1996, le film est primé sur scénario dans le cadre de l'Aide à la Création de la Fondation Gan pour le cinéma. Le film reçoit le prix de l’Office catholique international du cinéma et de l’audiovisuel 1998 avec mention honorable au festival du film de Mar del Plata.

## Autour du film
Le film a été en compétition au Festival de Cannes 1998 dans la section « Un certain regard ».